# Partido Comunista Iraquí
El Partido Comunista Iraquí (en árabe الحزب الشيوعي العراقي, transliterado Al-Ḥizb al-Shīūʿīy al-ʿIrāqī, en kurdo حزبی شیوعی عێراق) es una organización política de Irak, perteneciente a la izquierda de ese país. Tuvo una gran notoriedad en las luchas de los años cuarenta y cincuenta y sufrió gravemente la represión por parte del Partido Árabe Socialista Baaz. Opuesto a las sanciones de la ONU en 1991 y a la invasión estadounidense del 2003, participa en la vida política del país, pero con un apoyo popular no muy alto.

## Origen del partido (1924-1929)
La historia de la organización de la ideología marxista en Irak se puede focalizar en un único individuo: Husain Al-Rahhal, un estudiante de la Escuela de Derecho de Bagdad, que en 1924 formaba el que se ve ahora como el primer círculo de estudios "marxista" de Irak. Este grupo de intelectuales jóvenes comenzaron a reunirse en la mezquita Haidarkhanah de Bagdad (un lugar también famoso como punto de reunión para revolucionarios durante la década de 1920) y a debatir sobre las "ideas nuevas" del día.  Finalmente formaron un pequeño diario: Al-Sahifah ("El Diario "), que seguía una ideología claramente marxista.  La afiliación a este círculo incluía iraquíes influyentes como Mustafa Ali, más tarde ministro de Justícia con Abdul Karim Qassim, y Mahmoud Ahmad Al-Sayyid, considerado el primer novelista del Irak moderno. Al-Rahhal, un consumado políglota, que podía traducir artículos de diversos diarios marxistas y comunistas europeos, introduciendo muchos ideales nuevos en la sociedad intelectual iraquí.  Mientras que al diario le faltaba una agenda definitiva o programa, la mayoría de los escritos se centraban en la necesidad de eliminar la influencia del tradicionalismo en la sociedad iraquí.  Ello incluía derechos iguales para las mujeres y la abolición de prácticas feudales. Después de seis números y unas cuantas medidas gubernamentales, el periódico publicaba su número final en 1927, cerrando sus puertas para siempre.  Desde este punto de vista, al-Rahhal ejerció su influencia solo en el fondo, más notablemente a través de la organización juvenil Nadi Al-Tadamun ("El Club de la Solidaridad"). A través de esta organización que ayudaba a inspirar las primeras manifestaciones de estudiantes de Irak el 30 de enero de 1927 (a causa del tiroteo de ciertos profesores controvertidos) y el 8 de febrero de 1928 (sobre la visita del destacado sionista británico Alfred Mond a Irak).

## Los años 30
En 1929, un descenso en los precios de mercancía internacionales provocaba una caída de más del 40% en el valor de las exportaciones iraquíes.  Ello conducía a una depresión económica nacional y a reducciones salariales importantes para muchos de los trabajadores de Irak. Fue entonces cuando los círculos comunistas comenzaron a crecer entre hombres jóvenes en Basora (dirigidos por Ghali Zuwayyid) y Nasiriyyah (dirigidos por Yusuf Salman Yusuf, alias "Camarada Fahd").  Unos cuantos círculos también se crearon en Bagdad, dirigidos por notables como Asim Flayyeh, Mahdi Hashim, y Zaki Khairi. Estos jóvenes se conocieron durante las manifestaciones de estudiantes de 1927 y 1928. Estos grupos organizaron juntos el boicot a la compañía eléctrica británica de Bagdad desde el 5 de diciembre de 1933 hasta el 2 de enero de 1934. Finalmente, el 8 de marzo de 1935 se funda la Jamiyyat Dudd Al-Istimar ("Asociación contra el Imperialismo"), embrión del Partido Comunista Iraquí (nombre que tomó a continuación). Tres días después se publicaba un manifiesto, llamando a la unificación de todos los trabajadores y campesinos, y demandando la cancelación de deudas, redistribución de las tierras, y ampliaciones de los derechos del trabajador, incluyendo la demanda de la jornada laboral de ocho horas.  La organización, con sus fundadores actuando como líderes regionales, comenzó a editar el primer diario clandestino de Irak, Kifah Al-Shab (" La Lucha del Pueblo"), y comenzaba a atacar al primer ministro Yasin al-Hashimi, ocasionando medidas policiales rápidas y el arresto de casi todos los líderes principales del comunismo iraquí. Antes de diciembre de 1935, el diario dejaba de existir, habiendo llegado a una circulación de aproximadamente 500 ejemplares. En la década de 1930, el Partido Comunista Iraquí dirigió una campaña para reunir a todos los grupos políticos opuestos al fascismo y al colonialismo. Por iniciativa suya, se formó una Asociación para la lucha contra el fascismo y el nazismo.
Después del golpe de Estado del 29 de octubre de 1936, los líderes comunistas que habían eludido la cárcer ayudaron a llevar a cabo una oleada de manifestaciones pacíficas a través del país, con Ghali Zuwayyid en Basora. El partido conseguía seguidores en el "Comité para la Reforma Nacional Progresista" (que organizaba el apoyo popular en Bagdad), que aseguraba conseguir dos escaños en el nuevo parlamento electo. Bkar Sidqi, el líder del golpe y ahora el nuevo poder en el gobierno, emprendía ataques contra el partido, encontrándose con huelgas de trabajadores por todo el país. Sidqi respondió con nuevas medidas represivas, y muchos de los reformistas y comunistas abandonaron la causa. A pesar del asesinato de Sidqi en 1937 el daño estaba hecho, dejando el liderazgo del partido en manos de Zaki Zkhairi, que buscaba nuevos apoyos para el partido en los grados inferiores del Ejército.

## Los años 40
La Segunda Guerra Mundial ponía en una situación difícil a los comunistas iraquíes, que se dirigieron a la URSS pidiendo consejo, pero al mismo tiempo se oponían a dar apoyo a los ocupantes británicos; estos ocuparon Irak entre mayo y junio de 1941, parcialmente, para garantizar las líneas de suministros a la URSS. Aun después de la invasión de Adolf Hitler a la URSS en 1941, los comunistas dudaban dar oficialmente su apoyo a cualquier precio. Mientras que sus aliados ideológicos eran la Unión Soviética, los soviéticos se aliaron con los británicos imperialistas, y los alemanes también tenían una influencia significativa en Irak ya desde la época del Imperio Otomano. El partido finalmente cedía y daba su apoyo a los Aliados en mayo de 1942, lo que, en esencia, los alineaba con la monarquía y los terratenientes opresivos.
En 1941 Yusuf Salman Yusuf se convertía en secretario general del partido, y comenzaba a reorganizar la organización (valga la redundancia) y expansión de la afiliación entre las clases obreras del país. Con éxito, estableció la base para el partido de masas de años posteriores, y bajo su liderazgo el partido se convertía en una fuerza considerable entre la clase obrera iraquí y un foco esencial para la protesta contra la implicación británica en los asuntos internos iraquíes. En 1942, algunas de sus decisiones fueron criticadas, y finalmente provocaron la formación de unas cuantas facciones, cada una con su propio diario.  En 1944, el partido lanzaba una campaña clandestina para organizar a los trabajadores industriales de la nación, e intelectuales de clase media más modestos. Ello condujo a la celebración de una conferencia en marzo de 1944 y finalmente en el I Congreso del Partido Comunista Iraquí en 1945, los disidentes de 1942 se reintegraban en las filas del partido.
El sentimiento antibritánico volvía al primer plan de los asuntos de partido en abril de 1945, cuando el coste de la vida diaria en Irak subía y subía. El partido atacaba al gobierno con críticas y condenas después del asesinato de manifestantes en junio y julio de 1946, y como resultado, el "camarada Fahd" fue detenido y condenado a muerte, pero más tarde se le conmutó la pena por la cadena perpetua.  Entre 1944 y 1946, un porcentaje importante (entre el 30 y el 60%) de trabajadores del petróleo y el ferrocarril, junto a los trabajadores del puerto de Basora, se unen con los comunistas para formar un sindicato. Como resultado, las huelgas masivas se organizaron entre 1945 y 1947, pidiendo aumentos de sueldo y la legalización de los sindicatos. Inicialmente, el gobierno concedió aumentos de sueldo, pero pronto desmanteló los sindicatos y arrestó a sus líderes, contribuyendo al que fue denominado como al-Wathbah, un período de agitación urbana en Bagdad, que comienza en enero de 1948. Otro asunto esencial para el partido era la cuestión palestina. A pesar del anterior apoyo de los derechos palestinos a la autonomía, en julio de 1948 el partido seguía la posición de Moscú de dar apoyo al Estado de Israel.  El partido perdió muchos seguidores entre el público a causa de ello, y muchos miembros, rabiosos, también dejaron las filas del partido.
Mientras que este período trajo muchas victorias organizativas al partido, también condujo a la respuesta devastadora del gobierno, a causa del papel de los comunistas en las revueltas de al-Wathbah. Fahd y otros dos dirigentes fueron ejecutados públicamente en 1949, después de ser acusados de agitación organizada desde la cárcel. El partido fue casi diezmado, y dio paso a un período de reconstrucción.

## El partido entre 1950 y 1958
Después de las devastaciones de la represión de los anteriores años 40, la composición del partido experimentaría serios cambios. La organización, severamente debilitada, se mantenía en los primeros años 50 merced al creciente apoyo kurdo, y entre 1949 y 1950, el partido estaba dirigido desde el Kurdistán en lugar de desde Bagdad. Casi la totalidad de los viejos militantes, la mayor parte del liderazgo bagdadí, estaba presa, creando un vacío que los miembros kurdos llenaron rápidamente. Este período también vería una grave caída en la afiliación judía, indudablemente conectada con el éxodo masivo de aproximadamente 120.000 judíos iraquíes a Israel.
Entre 1952 y 1954 una serie de revueltas condujeron al establecimiento de la ley marcial, a prohibir todos los partidos políticos, círculos culturales, sindicatos y medios de comunicación independientes, y a las detenciones de sus líderes. Esta política se instituía durante uno de los períodos en que Nuri al-Said tenía control sobre el gobierno. El Partido Comunista Iraquí (PCI/ICP), que fue siempre una organización ilegal, adoptaba una nueva carta nacional en 1953, que difería de la carta de 1944, ya que aceptaba la independencia del pueblo kurdo. En este momento el partido tenía unos 500 afiliados. Disturbios sobre las condiciones carcelarias estallaron entre junio y septiembre de 1953, primero en Bagdad y posteriormente en Kut, ocasionando las muertes de muchos comunistas presos políticos a manos de la policía. Ello provocó una protesta nacional y la causa comunista ganó muchos simpatizantes.
En el II Congreso del PCI/ICP en 1956, este adoptaba oficialmente una posición panarabista. Este hecho estaba inspirado no solamente por el acuerdo sobre armamento entre Egipto y la URSS de julio de 1955, sino también por la nacionalización para Egipto del Canal de Suez al año siguiente, ocasionando un ataque por parte de Francia, Israel y el Reino Unido contra Egipto. Esta posición pronasserista se convertiría finalmente en un punto de conflicto después de la revolución de 1958. En este año, el partido dio su apoyo a la revolución y al nuevo gobierno de Abdul Karim Qassim, que dependía en un grado considerable del apoyo de los comunistas.

## El partido durante la presidencia de Qasim (1958-1963)

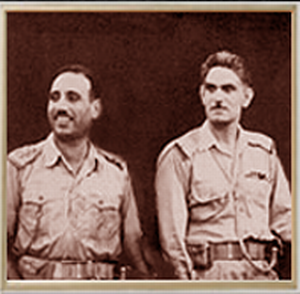
Los dos dirigentes iraquíes Abdul Salam Arif y Abdul Karim Qassim.

La relación entre el partido y el presidente Qasim no era fácil. Antes del verano de 1959, el partido tenía aproximadamente entre 20.000 y 25.000 miembros. Ello, añadido a su habilidad para movilizar a las masas y la penetración de las poblaciones trabajadoras en industrias estratégicas, hacía que Qasim temiera el crecimiento comunista. En julio de 1959, tomó medidas menores contra el partido. No supo como reaccionar. Algunos elementos, próximos al primer secretario Husain al-Radi (conocido como Salam Adil), sugirieron desencadenar un golpe de Estado, pero los elementos más ortodoxos se opusieron. De hecho, el partido continuó apoyando a Qasim, más o menos críticamente, hasta su derrocamiento en febrero de 1963. Durante los dos últimos años de su gobierno, Qasim debilitó notablemente al partido suprimiendo en gran parte o completamente sus organizaciones dependientes, incluyendo la Federación de la Juventud Democrática y los sindicatos de trabajadores y estudiantes. Antes del golpe de 1963, la impopularidad creciente de Qasim, con quien los comunistas estaban conectados a ojos de la opinión pública, asociada con las medidas represivas que había adoptado contra ellos, había contribuido a reducir la afiliación del partido por debajo de los 10 000 miembros. Una escisión que dividió el partido en 1960 se atribuyó al gobierno; esta escisión estuvo comandada por Daud as-Sayegh y publicó un periódico, al-Mabda, pero no prosperó y en 1962 se disolvió.

## El PCI en la era baasista (1963-2003)

Saddam Hussein, presidente de Irak entre 1979 y 2003.

El golpe baasista del 8 de febrero de 1963 dio paso a la lucha por las calles, ya que los comunistas y los seguidores de Qasim resistirían a los baasistas. La lucha callejera duró tres días y se concentró en las zonas fuertes del partido, especialmente en los distritos chiitas. Cuando el Partido Árabe Socialista Baaz consolidó su poder, los comunistas lanzaron una campaña física extraordinaria. Las principales figuras y cuadros del partido fueron torturados y asesinados, incluyendo a Husain al-Radi. No se sabe cuántos comunistas murieron, pero se sabe que la cifra superaba los varios millares. El gobierno baazista fue derrocado a los pocos meses.
Hacia 1965, el departamento de estado estimaba que había 15.000 comunistas en Irak. En 1967, Aziz al-Hajj abandonó el partido y formó el Partido Comunista Iraquí-Cuartel General, iniciando una campaña de lucha armada, a la que por aquel entonces el PCI se oponía. En 1968, el Partido Árabe Socialista Baaz volvió al poder. 
En 1973, el secretario general del partido Aziz Muhammad firmó el Pacto Nacional de Acción con el Baaz, formando un Frente Nacional. El partido podía operar legalmente y pudo restaurar sus organizaciones asociadas, pero la represión no desapareció y en 1974 el partido, a pesar de estar en el gobierno, adoptó medidas más clandestinas para aumentar la seguridad de sus miembros. En 1978, Saddam Hussein desencadenó una campaña de represión contra el partido que incluyó la ejecución de diversos miembros (un número importante). En 1979, el partido rompió oficialmente con el régimen. Poco antes, el Baaz se dirigió al Partido Comunista Iraquí-Cuartel General para ocupar el lugar en el Frente Nacional; este partido, desde 1978, se orientaba hacia las doctrinas maoístas; la alianza propuesta por el Baaz provocó una división del partido en dos, circunstancia que provocó la desaparición de ambos a principios de los años 80, con la Guerra Irán-Irak (uno apoyaba al presidente Abolhassan Banisadr de Irán y el otro a Jomeini).
En 1991, el partido se opuso a las sanciones de la ONU contra Irak. En 1993, la rama kurda del partido se transformó en un semiautónomo Partido Comunista del Kurdistán.

## Tras la ocupación de Irak (Desde 2003)
El Partido Comunista Iraquí se opuso a la invasión norteamericana de Irak en 2003, pero ya producida decidió trabajar con las instituciones políticas establecidas por los ocupantes. Su secretario general, Hamid Majid Mousa, aceptó un lugar en el Consejo Provisional de Gobierno de Irak. El Partido Comunista fue el principal componente de la lista electoral "Unión Popular" en las elecciones del 30 de enero de 2005, aunque en algunas gobernaciones presentó listas separadas. En las elecciones legislativas de diciembre de 2005, el partido participó en la Lista Nacional Iraquí de Iyad Allawi, junto a otros partidos seculares, socialistas, sunnitas y chiitas moderados.

## Institución, símbolos y liderazgo
- La organización juvenil es la Federación de la Juventud Democrática Iraquí.

- El boletín del partido es "Tariq ash-Shaab" (La Senda del Pueblo). También publica la revista "Al-Thakafa Al-Jedida" (La Nueva Cultura).

- La bandera es roja con la hoz y el martillo en el canto. Se utiliza también con la hoz y el martillo en el centro. El color de la hoz y el martillo ha de ser blanco, pero a menudo se utiliza en amarillo, así en el canto como en el centro.

- El emblema tradicional es la hoz y el martillo. Desde 2005 utiliza una paloma blanca con bordes negros y tres estrellas rojas; bajo el nombre del partido en caracteres cúficos.

A continuación, una lista de personas que ejercieron como Secretario general o Primer Secretario del partido, el principal puesto de dirección. Dada la supresión ocasional del partido y lapsos derivados en su actividad, el puesto quedó vacante en algunos casos.
| Número | Nombre                             | Entrada                                                            | Salida            |  |
| ------ | ---------------------------------- | ------------------------------------------------------------------ | ----------------- |  |
| 1      | Amin Flayyeh                       | Mayo de 1935                                                       | Diciembre de 1935 |  |
| 2      | Abdullah Masud                     | 1941                                                               | Octubre de 1941   |  |
| 3      | Yusuf Salman Yusuf (Camarada Fahd) | Octubre de 1941                                                    | Febrero de 1949   |  |
| 4      | Baha al-Din Nuri                   | Septiembre de 1949 (oficialmente no nombrado hasta agosto de 1951) | abril de 1953     |  |
| 5      | Abd al-Karim Ahmad al-Daud         | Abril de 1953                                                      | Junio de 1954     |  |
| 6      | Hamid Uthman                       | Junio de 1954                                                      | Junio de 1955     |  |
| 7      | Husain al-Radi (Salam Adil)        | Junio de 1955                                                      | Febrero de 1963   |  |
| 7      | Aziz Muhammad                      | agosto de 1964                                                     | 1993              |  |
| 8      | Hamid Majid Mousa                  | 1993                                                               | actual            |  |